# بطولة اتحاد الرغبي
بطولة اتحاد الرغبي هي بطولة سنوية في رياضة اتحاد الرغبي تلعب بين أندية من أيرلندا،إيطاليا، سكتلندا،ويلز وجنوب أفريقيا وهي تعد واحدة من أهم 3 دوريات في أوروبا بجانب توب 14 ودوري الرغبي الممتاز.